# Monique Huon de Kermadec
 (novembre 2015).
Pour les articles homonymes, voir Kermadec.
Monique Huon de Kermadec est une psychologue clinicienne, psychanalyste et écrivain française. Spécialisée dans les questions du haut potentiel intellectuel chez l’enfant et chez l’adulte, elle est l'auteur de plusieurs livres de vulgarisation scientifique dans ce domaine.

## Biographie

### Formation
Monique de Kermadec fait un double parcours d'études, aux États-Unis, où elle soutient en 1971 une thèse doctorale intitulée Le Français 1700-1784, ou le portrait d'un peuple par quatre contemporains, Montesquieu, Marivaux, Voltaire et Diderot à l’Université du Texas à Austin, puis en France où elle réalise un cursus en psychologie clinique à l’université Paris-Diderot, obtenant un DESS (1978) puis un DEA (1979). Parallèlement, après une analyse personnelle, elle est admise en formation à l’Association psychanalytique de France en 1979, puis effectue deux contrôles sous la direction d’Annie Anzieu et de Guy Rosolato. Elle en est membre sociétaire. Depuis 2011, elle est également membre affilié de l’American Psychological Association.

### Parcours professionnel
De 1978 à 1985, elle travaille comme psychologue clinicienne au CHU de Bicêtre dans le service de médecine interne du Pr. René Caquet. De 1978 à 1982, elle travaille également à l’EPSD de Prémontré dans le service de psychiatrie infantile du Dr Cadoret. Enfin, de 1979 à 1991, elle travaille au CMPP de Rueil-Malmaison. Elle se spécialise dans les questions de précocité intellectuelle (la « douance ») et de réussite, chez l’enfant et chez l’adulte.

### Activités éditoriales et conférences
Elle publie plusieurs ouvrages de vulgarisation scientifique et une liste de diffusion en français, pour conseiller les parents d’enfants précoces et relayer les dernières recherches sur le sujet. En complément de sa pratique clinique, elle est régulièrement sollicitée par les médias pour intervenir sur ces sujets.

## Publications
- Pour que mon enfant réussisse, le soutenir et l’accompagner, Albin Michel, 2010  (ISBN 978-2226195296)
- L’Adulte surdoué : apprendre à faire simple quand on est compliqué, Albin Michel, 2011  (ISBN 978-2226238542)
- Le Petit surdoué de 6 mois à 6 ans, avec Sophie Carquain, Albin Michel, 2013  (ISBN 978-2226250360)
- L’Enfant précoce aujourd'hui, le préparer au monde de demain, Albin Michel, 2015  (ISBN 978-2226316905)
- L’Adulte surdoué à la conquête du bonheur, Albin Michel, 2016  (ISBN 978-2226323491)
- Un sentiment de solitude : comment en sortir, Albin Michel, 2017  (ISBN 978-2226398048)
- La Femme surdouée : double différence, double défi, Albin Michel, 2019  (ISBN 978-2226445742)
- Le Surdoué et l'amour, Albin Michel, 2020  (ISBN 978-2226455840)
- Les Forces des surdoués dans un monde en crise, Albin Michel, 2022  (ISBN 978-2226468383)
- Osez la colère. Dis-moi quelle est ta colère, je te dirai qui tu es, Flammarion, 2023  (ISBN 978-2080427410)
- Le plus grand des amours. Apprendre à se connaître et à s’aimer, Flammarion, 2025  (ISBN 978-2080470072)